# Булахова Лідія Олександрівна
Лі́дія Олекса́ндрівна Була́хова (*14 березня 1928) — українська лікарка, психіатр, доктор медичних наук, професор.

## Життєпис
Провідна наукова співробітниця відділу медико-соціальної реабілітації дітей та підлітків з психічними та поведінковими розладами Українського НДІ соціальної і судової психіатрії та наркології МОЗ України.
З 1971 року — завідувачка кафедри дитячої психоневрології.
Лауреатка премії М. Танцюри за 2009 рік — відзначають вітчизняних лікарів-психіатрів «За гідну поведінку в недостойній ситуації».
Вперше в Україні ввела діагностику і лікування фенілкетонурії. Нагороджена Почесною грамотою МОЗ України.
Як педагог підготувала кандидатів наук, працівників кафедри дитячої психоневрології Мартинюк В. Ю. (головний позаштатний дитячий невролог МОЗ України), Коноплянко Т. В.

## Праці
- «Особливості шкірних капілярів у хворих шизофренією та маніакально-депресивним психозом» (кандидатська робота), Київ, 1959,
- «Атлас для експериментального дослідження відхилень в психічній діяльності людини», разом з доцентом Видренко А. Е., доцентом Т. М. Городковою, Є. А. Рушкевичем, Київ, «Здоров'я», 1980,
- «Лікування епілептичних паркінсонізмів у дітей», разом з доцентом О. М. Саган, 1980,
- «Клінічна генетика в психіатрії», разом з Поліщуком Й. А., Київ, «Здоров'я», 1981,
- «Довідник дитячого психіатра та невропатолога», разом з Саган О. М., Зинченко С. Н. та іншими, Київ, «Здоров'я», 1985,
- «Догляд за хворими в дитячому пихіатричному пансіонарі», разом з Зинченко С.Н, В. М. Кузнецовим, Київ, «Здоров'я», 1989.

Здійснила наукову редакцію роботи «В кабінеті дитячого психіатра» Буянова Михайла Івановича, Київ, «Здоров'я», 1990.
Має зареєстроване авторське свідоцтво «Спосіб лікування епілепсії у дітей та підлітків», разом з О. М. Саган та В. Ю. Мартинюк, 1982.